# Drafix CAD
Drafix Cad fue un programa de diseño asistido por computadora de la empresa Foresight Resources Corp.
Nace a mediados de los años 80 y llega a España de la mano de la Editorial Anaya Multimedia con el nombre de Drafix Cad Profesional versión 3.05.
La primera versión en España de este programa era soportada por el Sistema Operativo MS DOS y la segunda versión ya podía correr sobre Windows 3.1.

## Características

### Precio
Era su punto fuerte, muy por debajo de sus competidores. La primera versión en España costaba en torno a las 20.000 pts.

### Potencia
Era similar a la de otros programas de superior nivel como AutoCAD, que en esos años estaba en la versión 9.0.

### Facilidad de Uso
Era realmente sencillo de utilizar.
- Datos: Q5814095